# 巖虎寛一
巖虎 寛一（いわとら かんいち、1948年1月27日 - 2023年12月8日【訃報報告日】）は、熊本県八代郡千丁村（※現役当時。現・同県八代市）出身で春日野部屋に所属した元大相撲力士。本名は松岡 一智（まつおか かずとも）。最高位は東前頭7枚目（1973年5月場所）。得意手は押し、突っ張り、叩きなど。現役時代の体格は177cm、111kg。

## 来歴・人物
貧しい家庭で生まれ育ち、小学生の頃から新聞配達、港湾荷役で家計を支えていた。
中学3年生の時に、春日野部屋の力士・栃ノ巖（近隣の、八代市出身）からスカウトを受けて角界入り。1962年5月場所にて、14歳で初土俵を踏んだ。当初の四股名は、「松岡山」。
その後、幕下中位まで番付を上げた。だが、母が生活苦を理由に家出したことにより相撲を辞めて市井で働くことを決し、1966年9月場所後に廃業した。
以後は、故郷に帰らずに奈良県大和高田市内の青果店にて10ヵ月ほど住み込みで働き、一時は支店を任される話も持ち上がった。
しかし、1967年4月に大阪府八尾市で先輩の栃王山と再会した際に父が亡くなったことを伝えられ、同時にそれを機に角界へ戻ってはどうかと勧められた。
悩んだ末、「相撲をやっていれば、母を見つけることができる」と動機を見出し、決意を固めた。
幸い、勤務先の店主が再入門のために退職を許した上に廃業届が受理されていなかったことで相撲協会に籍が残っていたため、同年7月に春日野部屋へ再入門した。
この時の四股名は、本名と同一の「松岡」。それから間もなく「巖虎」に改名しているが、これは、最初の入門時に世話をしてくれた「栃ノ巖」に因んでいる。
以来、順調に出世し、1971年7月場所で新十両に昇進。関取昇進後に母と再会したが、母は既に再婚して、別の姓を名乗っていたという。
その後も腐らず精進を重ね、1972年11月場所にて新入幕を果たした。1度目の入門から10年半、再入門からは、5年4ヵ月を要しての入幕であった。
体格には余り恵まれていなかったが、押しや突っ張りなど、多くの得意手を持っていた。
1973年7月場所中に左大腿部を負傷し、それによって幕内の座を失ってからは低迷。1975年5月場所では、三段目9枚目まで陥落する屈辱を味わっている（元幕内力士の三段目への陥落は、若吉葉以来、5年ぶりの事例）。
以降は復調して十両6枚目まで番付を戻すも、幕内への復帰は成らなかった。
東幕下27枚目に在位した1979年11月場所を以って、31歳で再廃業。
その後は、妻（1970年代後半に相撲を題材にした絵を描いていた画家、リン・スターム・レヴィ）とともにハワイへ移住した。しかし土地柄に合わず、さらにニューヨークへと移住し、現地で日本食の仕出し業に携った。
2023年12月8日、妻のリン・マツオカことリン・スターム・レヴィがこの日更新したInstagramにて、『巖虎が（2023年12月に）亡くなった』ことを報告した。75歳没。

## 主な成績
- 通算成績：439勝391敗38休 勝率.529
- 幕内成績：23勝32敗5休 勝率.418
- 現役在位：100場所
- 幕内在位：4場所
- 各段優勝
  - 幕下優勝：2回（1971年5月場所、1975年9月場所）
  - 序ノ口優勝：1回（1967年9月場所）

### 場所別成績
| | 一月場所 初場所（東京） | 三月場所 春場所（大阪） | 五月場所 夏場所（東京） | 七月場所 名古屋場所（愛知） | 九月場所 秋場所（東京）   | 十一月場所 九州場所（福岡） |
| --- | ----------------------- | ----------------------- | ----------------------- | --------------------------- | ------------------------- | --------------------------- |
| 1962年 （昭和37年） | x                       | x                       | （前相撲）              | 西序ノ口22枚目 5–2          | 西序二段64枚目 4–3        | 東序二段33枚目 5–2          |
| 1963年 （昭和38年） | 西三段目93枚目 4–3      | 西三段目65枚目 2–5      | 東序二段8枚目 2–5       | 西序二段38枚目 5–2          | 東三段目91枚目 2–5        | 東序二段14枚目 6–1          |
| 1964年 （昭和39年） | 東三段目63枚目 7–0      | 西幕下81枚目 2–5        | 西三段目3枚目 3–4       | 東三段目12枚目 4–3          | 西幕下96枚目 4–3          | 東幕下88枚目 3–4            |
| 1965年 （昭和40年） | 西幕下96枚目 5–2        | 西幕下67枚目 4–3        | 東幕下64枚目 4–3        | 東幕下60枚目 4–3            | 東幕下56枚目 3–4          | 東幕下65枚目 3–4            |
| 1966年 （昭和41年） | 西幕下70枚目 2–5        | 西幕下87枚目 5–2        | 西幕下66枚目 休場 0–0–7 | 西三段目筆頭 休場 0–0–7     | 西三段目51枚目 引退 0–0–7 | x                           |
| 各欄の数字は、「勝ち-負け-休場」を示す。 優勝 引退 休場 十両 幕下 三賞：敢=敢闘賞、殊=殊勲賞、技=技能賞 その他：★=金星 番付階級：幕内 - 十両 - 幕下 - 三段目 - 序二段 - 序ノ口 幕内序列：横綱 - 大関 - 関脇 - 小結 - 前頭（「#数字」は各位内の序列） |                         |                         |                         |                             |                           |                             |

| | 一月場所 初場所（東京） | 三月場所 春場所（大阪） | 五月場所 夏場所（東京） | 七月場所 名古屋場所（愛知） | 九月場所 秋場所（東京） | 十一月場所 九州場所（福岡） |
| --- | ----------------------- | ----------------------- | ----------------------- | --------------------------- | ----------------------- | --------------------------- |
| 1967年 （昭和42年） | x                       | x                       | x                       | （前相撲）                  | 西序ノ口16枚目 優勝 7–0 | 西序二段12枚目 5–2          |
| 1968年 （昭和43年） | 西三段目76枚目 6–1      | 西三段目32枚目 2–5      | 東三段目50枚目 6–1      | 西三段目17枚目 4–3          | 東三段目7枚目 6–1       | 東幕下37枚目 5–2            |
| 1969年 （昭和44年） | 西幕下20枚目 4–3        | 西幕下15枚目 4–3        | 西幕下11枚目 5–2        | 東幕下5枚目 3–4             | 西幕下7枚目 5–2         | 西幕下筆頭 3–4              |
| 1970年 （昭和45年） | 西幕下3枚目 2–5         | 東幕下11枚目 4–3        | 東幕下8枚目 4–3         | 西幕下5枚目 4–3             | 西幕下3枚目 2–5         | 東幕下11枚目 3–4            |
| 1971年 （昭和46年） | 西幕下16枚目 5–2        | 西幕下7枚目 3–4         | 西幕下12枚目 優勝 7–0   | 東十両10枚目 8–7            | 東十両9枚目 6–9         | 西十両13枚目 9–6            |
| 1972年 （昭和47年） | 東十両8枚目 6–7–2       | 西十両10枚目 8–7        | 東十両6枚目 6–9         | 東十両9枚目 9–6             | 東十両3枚目 10–5        | 西前頭12枚目 5–10           |
| 1973年 （昭和48年） | 西十両2枚目 10–5        | 東前頭11枚目 9–6        | 東前頭7枚目 6–9         | 東前頭12枚目 3–7–5          | 西十両6枚目 7–8         | 西十両9枚目 3–12            |
| 1974年 （昭和49年） | 西幕下8枚目 6–1         | 西幕下2枚目 4–3         | 西幕下筆頭 2–5          | 東幕下9枚目 3–4             | 東幕下14枚目 2–5        | 東幕下28枚目 2–5            |
| 1975年 （昭和50年） | 西幕下50枚目 3–4        | 西幕下59枚目 3–4        | 東三段目9枚目 6–1       | 西幕下39枚目 6–1            | 東幕下12枚目 優勝 7–0   | 西十両10枚目 8–7            |
| 1976年 （昭和51年） | 東十両6枚目 5–10        | 西十両11枚目 3–12       | 東幕下10枚目 4–3        | 西幕下6枚目 3–4             | 西幕下11枚目 4–3        | 東幕下7枚目 3–4             |
| 1977年 （昭和52年） | 西幕下13枚目 2–5        | 東幕下33枚目 5–2        | 西幕下15枚目 4–3        | 東幕下9枚目 5–2             | 西幕下3枚目 5–2         | 東十両13枚目 9–6            |
| 1978年 （昭和53年） | 東十両8枚目 7–8         | 西十両11枚目 5–10       | 西幕下3枚目 4–3         | 西幕下筆頭 2–5              | 西幕下15枚目 4–3        | 西幕下11枚目 1–6            |
| 1979年 （昭和54年） | 西幕下28枚目 5–2        | 東幕下15枚目 5–2        | 西幕下4枚目 3–0–4       | 西幕下8枚目 0–1–6           | 西幕下33枚目 4–3        | 東幕下27枚目 引退 3–4–0     |
| 各欄の数字は、「勝ち-負け-休場」を示す。 優勝 引退 休場 十両 幕下 三賞：敢=敢闘賞、殊=殊勲賞、技=技能賞 その他：★=金星 番付階級：幕内 - 十両 - 幕下 - 三段目 - 序二段 - 序ノ口 幕内序列：横綱 - 大関 - 関脇 - 小結 - 前頭（「#数字」は各位内の序列） |                         |                         |                         |                             |                         |                             |

### 幕内対戦成績
| 力士名 | 勝数 | 負数 | 力士名 | 勝数 | 負数 | 力士名     | 勝数 | 負数 | 力士名 | 勝数 | 負数 |
| ------ | ---- | ---- | ------ | ---- | ---- | ---------- | ---- | ---- | ------ | ---- | ---- |
| 朝登   | 1    | 0    | 旭國   | 0    | 1    | 荒勢(荒瀬) | 1    | 0    | 大潮   | 1    | 0    |
| 大鷲   | 0    | 3    | 魁傑   | 0    | 1    | 北瀬海     | 0    | 1    | 金剛   | 1    | 1    |
| 大竜川 | 0    | 2    | 高見山 | 0    | 1    | 天龍       | 1    | 2(1) | 時葉山 | 2    | 2    |
| 羽黒岩 | 1    | 2    | 福の花 | 1    | 1    | 富士櫻     | 1    | 1    | 二子岳 | 0    | 1    |
| 双津竜 | 0    | 1    | 前の山 | 1    | 0    | 丸山       | 0    | 1    | 陸奥嵐 | 1    | 2    |
| 豊山   | 0    | 1    | 吉王山 | 0    | 1    | 琉王       | 1    | 2    | 龍虎   | 0    | 1    |
| 凌駕   | 1    | 0    | 若ノ海 | 2    | 1    | 若二瀬     | 2    | 0    |        |      |      |

## 改名歴
- 松岡山（まつおかやま、1962年7月場所-1966年9月場所）
- 松岡（まつおか、1967年9月場所-1968年1月場所）
- 巖虎（いわとら、1968年3月場所-1979年11月場所）